# Lynne Jewell
Lynne Jewell (Burbank, 26 novembre 1959) è un'ex velista statunitense.

## Palmarès

### Olimpiadi
- 1 medaglia:
  - 1 oro (Seul 1988 nella classe 470)

### Mondiali
- 3 medaglie:
  - 3 argenti (Kinston 1980 nel Laser Radial; Kingsport 1983 nel Laser Radial; Halmstad 1985 nel Laser Radial)